# Tvåfläckig barkskinnbagge
Tvåfläckig barkskinnbagge (Aradus bimaculatus) är en insektsart som beskrevs av Reuter 1872. Tvåfläckig barkskinnbagge ingår i släktet Aradus, och familjen barkskinnbaggar. Enligt den finländska rödlistan är arten nära hotad i Finland. Enligt den svenska rödlistan är arten nära hotad i Sverige. Arten förekommer i Götaland, Svealand och Övre Norrland. Artens livsmiljö är naturskogar.